# Jakob Böhme

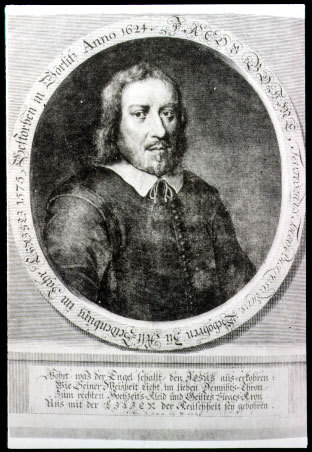
Portretul lui Böhme în Theosophia Revelata (1730).

Jakob Böhme (sau Jacob Boehme, probabil n. 24 aprilie 1575 - d. 17 noiembrie 1624, Görlitz) a fost un filozof german, considerat a fi cel mai important reprezentant al filozofiei mistice germane după Meister Eckhart. Principala sa lucrare este Aurora (1612).